# Diözese der Armenischen Kirche in Deutschland
Die Diözese der Armenischen Kirche in Deutschland (armenisch Առաջնորդութիւն Հայոց Գերմանիոյ կամ Հայ Եկեղեցու Գերմանիայի Թեմ) ist eine Diözese der Armenischen Apostolischen Kirche in Deutschland.

## Geschichte
In den 1930er Jahren lebten etwa 700 Armenier in Deutschland. Der erste armenische Geistliche, der im 20. Jahrhundert in Deutschland seelsorgerische Tätigkeit übernahm, war Erzarchmandrit Grigor Shahlamian, der 1922 als Theologiestudent nach Deutschland kam. Nach seinem Studium betreute er die ansässigen Armenier von 1926 bis 1945 aus Berlin und danach bis zu seinem Tod am 21. Februar 1952 aus Stuttgart. Zwischen 1945 und 1948 war auch ein anderer armenischer Geistlicher, Erzpfarrer Vahan Askarian, als Gemeindepfarrer in Stuttgart und Esslingen tätig. Nach dem Ableben Shahlamians blieben die Armenier bis 1965 ohne einen ständigen Gemeindepfarrer. Dennoch waren sie kirchlich unter der Jurisdiktion des Patriarchal-Delegats für Westeuropa mit Sitz in Paris, der auf Bitten der Armenier gelegentlich einen armenischen Geistlichen aus Paris nach Deutschland schickte.
1965 kam der spätere Primas der Diözese der Armenischen Kirche in Deutschland, Erzbischof Karekin Bekdjian, damals noch Archimandrit, als Student nach Deutschland, wo er bis 1972 blieb. In dieser Zeit feierte er mit Genehmigung des Patriarchal-Delegats für Westeuropa und auf Wunsch der hier ansässigen Armenier Gottesdienste in Köln, Stuttgart, Hamburg, Frankfurt und in einigen anderen Städten Deutschlands. Parallel zu ihm und auch danach besuchte auch Erzarchimandrit Mesrop Grigorian aus Wien Deutschland und zelebrierte Gottesdienste hauptsächlich in Berlin. In diesem Zeitraum begannen die Armenier, in Deutschland eigene Gemeindestrukturen zu bilden. Auf Anordnung des Katholikos Aller Armenier, S. H. Vazgen I. bzw. Vazken I. (1955–1994), kam 1975 Archimandrit Karekin II. Nersissian, heute Oberster Patriarch und Katholikos Aller Armenier, nach Deutschland und übernahm bis zu seiner Rückkehr (1978) die seelsorgerische Betreuung der Armenier in der Bundesrepublik. Nach ihm kam Archimandrit Hagop Keledjian (heute Erzbischof, Primas der armenischen Kirche in Uruguay) nach Deutschland, der zwischen 1978 und 1983 die hiesigen armenischen Gemeinden betreute.
Am 2. Januar 1980 stellte Vazgen I. mit einer offiziellen Enzyklika die armenischen Kirchengemeinden in Deutschland unter die Jurisdiktion des neu entsandten Patriarchal-Delegats für Mitteleuropa (Österreich, Deutschland, Skandinavische Länder) mit Sitz in Wien. Seitdem nahmen auch Erzarchimandrit Vazken Tatoyan (1980–1984, verstorben), Bischof Davit Sahagian als Gastpfarrer (1983–1985, heute in Jerusalem), Erzpfarrer Hagop Geuktchian (1986–1998, verstorben), Archimandrit Komitas Hovnanyan (1987–1999, heute in Armenien) seelsorgerische Tätigkeit für die Armenier in Deutschland wahr.
Anfang der 1990er Jahre lebten in Deutschland bereits etwa 20.000 Armenier, die parallel zu kulturellen Vereinigungen in acht Kirchengemeinden organisiert waren. Es entstand die Notwendigkeit, die Tätigkeit und Zusammenarbeit dieser Kirchengemeinden zu koordinieren. Am 31. Januar 1992 entsprach S. H. Vasgen I., der damalige Oberste Patriarch und Katholikos aller Armenier, der Bitte der Delegierten-Versammlung dieser Kirchengemeinden und gab durch eine offizielle Enzyklika die Gründung einer eigenständigen Diözese der Armenisch-Apostolischen Orthodoxen Kirche für die Bundesrepublik Deutschland mit Sitz in Köln (arm. Առաջնորդութիւն Հայոց Գերմանիոյ կամ Հայ Եկեղեցու Գերմանիայի Թեմ) bekannt.

## Erzbischöfe und Bischöfe
Erster Primas der Diözese (arm. Թեմակալ Առաջնորդ) wurde der damalige Archimandrit, Karekin Bekdjian, der seine Hochschulausbildung in Deutschland erhalten hatte. Archimandrit Bekdjian wurde von der Diözesan-Delegierten-Versammlung zum Primas der Diözese gewählt und durch den Katholikos Vazgen I. am 28. September 1992 in St. Etschmiadzin zum Bischof geweiht. Von 1998 bis 2017 war er Erzbischof.
Nach seiner Wahl zum Primas bemühte sich Erzbischof Karekin Bekdjian, bei der Diözese weitere Priester für seelsorgerische Tätigkeit einzustellen. So kam Ende 1993 der Diakon Hagop Nalbandian auf Einladung des Primas nach Deutschland. Er studierte an der Universität von Erlangen evangelische Theologie. Im November 1998 wurde er auf Anordnung von Katholikos Karekin I. durch den Primas der Diözese zum zölibatären Priester geweiht und zum Gemeindepfarrer in Bayern und später in Baden-Württemberg ernannt. Seit 2003 setzt er seinen Dienst auf Anordnung des Katholikos Aller Armenier, Karekin II., in Damaskus fort, wo er 2004 zum Primas der dortigen armenischen Diözese gewählt wurde. Seit 2008 ist er Bischof.
Im Januar 1995 kam ein weiterer Geistlicher, Archimandrit Serovpé Isakhanyan, auf Einladung des Primas aus St. Etschmiadzin nach Deutschland. Er war zum Beginn seines Dienstes Gemeindepfarrer in Köln, dann von 1998 bis 2005 Vertreter der Diözese und Gemeindepfarrer in Berlin, von 2005 bis 2018 Gemeindepfarrer in Hessen und Rheinland-Pfalz (mit Wohnsitz in Hanau). 2010 wurde er parallel zu seinem Dienst als Gemeindepfarrer zum Bischofsvikar der Diözese der Armenischen Kirche in Deutschland ernannt. Nachdem Erzbischof Karekin Bekdjian aus Altersgründen im Januar 2018 seinen Rücktritt erklärt hatte, wählte der Diözesanbeirat Isakhanyan zum „Locum tenens“ der Diözese. Am 15. April 2018 wählte die Diözesan-Delegierten-Versammlung in einem geheimen Wahlverfahren Archimandrit Isakhanyan zum neuen Primas der Diözese. Am 12. Mai 2019 wurde Serovpé Isakhanyan zum Bischof geweiht. Am 24. Mai 2019 wurde er in sein Amt als Primas eingeführt.
Bischof Isakhanyan ist 1963 im Iran in einer armenischen Familie geboren.

## Weitere Geistliche
Die Liste der Geistlichen, welche seit der Gründung der Diözese in Deutschland dienten und dienen:
- Pfarrer Müron Sarkissian, 1997–2002, heute in Kanada;
- Pfarrer Armen Melkonyan, 1998–2006, er diente bei der Diözese als Gastpfarrer;
- Vater Anushavan Zhamkochyan, 1999–2004, heute Bischof und Dekan der Theologischen Fakultät von der Yerevaner Staatlichen Universität;
- Pfarrer Hayazad Mardikyan, 2003–2008, (suspendiert);
- Vater Garegin Harutyunyan, 2002–2004, 2006–2007, (suspendiert);
- Vater Aristakes Ayvazian, 2002–2009, heute in Armenien;
- Vater Khatchatur Knyazyan, 2007–2011, (suspendiert);
- Archimandrit Oshagan Gulgulian, 2006–2007, heute Primas im Irak;
- Archimandrit Yeghishe Avetisyan, 2008–2011, seit 2018 wieder Gemeindepfarrer in Berlin;
- Vater Harutyun Kirakosyan, 2009–2010, heute in Armenien;
- Pfarrer Diradur Sardaryan, seit 2007, z. Zt. Gemeindepfarrer in Baden-Württemberg mit Wohnsitz in Göppingen;
- Vater Tiran Petrosyan, 2011–2014, seit 2019 Bischof[9] und Patriarchal-Delegat[10] für Mittel-Europa mit Sitz in Wien;
- Pfarrer Gnel Gabrielyan, seit 2011, z. Zt. Gemeindepfarrer für Hessen und Rheinland-Pfalz mit Wohnsitz in Hanau;
- Pfarrer Aygik Hovhannisyan, seit 2011, z. Zt. Gemeindepfarrer in Bayern mit Wohnsitz in Nürnberg;
- Pfarrer Hratsch Biliciyan, seit 2012, z. Zt. Gemeindepfarrer für Nord-Deutschland mit Wohnsitz in Bremen;
- Pfarrer Vahridsch Baghdasaryan, seit 2017, z. Zt. Gemeindepfarrer für Köln und Umgebung[11].

## Satzung und Struktur der Diözese
Seit der Gründung der Diözese sind alle existierenden Kirchengemeinden in der Diözese zusammengeschlossen. Es wurde eine Diözesansatzung auf Grund der kanonischen Ordnungen und der demokratischen Verwaltung der Armenischen Kirche erarbeitet und beim Vereinsregister in Köln eingetragen. Auch die einzelnen Diözesangemeinden bekamen neue Satzungen, die in Übereinstimmung mit der Diözesansatzung erarbeitet wurden. Die Hauptorgane der Diözese sind
- die Diözesan-Delegierten-Versammlung (DDV, arm. Թեմական-Պատգամաւորական Ժողով) und
- der Diözesanbeirat (arm. Թեմական Խորհուրդ).

Die Diözesan-Delegierten-Versammlung ist das höchste parlamentarische und legislative Organ der Diözese. Alle Kirchengemeinden haben mindestens einen und höchstens zehn gewählte weltliche Delegierte. Die Zahl hängt von der Gemeindemitgliederzahl ab. Pro 50 Mitglieder wird ein Delegierter gewählt. Der Primas und die Geistlichen der Diözese sind auch Mitglied der DDV, allerdings darf der Anteil der Geistlichen zehn Prozent der Gesamtzahl nicht überschreiten. Die Delegierten werden für eine Amtszeit von drei Jahren gewählt und dürfen wiedergewählt werden.
Der Diözesanbeirat mit seinen acht weltlichen Mitgliedern ist das exekutive Organ der Diözese. Der Primas ist kraft seines Amtes stimmberechtigtes Mitglied des Diözesanbeirates. Die Diözesanbeiratsmitglieder werden von der DDV für eine Amtszeit von drei Jahren gewählt und dürfen wiedergewählt werden. Der Primas der Diözese ist der Ehrenvorsitzende der DDV und des Diözesanbeirates.
Die Gemeinden auf Ortsebene und die Diözese auf Bundesebene sind Mitglied bei der Arbeitsgemeinschaft Christlicher Kirchen (ACK). In der Bundesrepublik sind sowohl die Diözese der Armenischen Kirche in Deutschland als auch ihre Mitgliedsgemeinden als eingetragene gemeinnützige Vereine organisiert. Selbstverständlich erheben sie keine Kirchensteuer. Die Kosten der Gestaltung und Aufrechterhaltung des kirchlichen Lebens werden mit freiwilligen Mitgliedsbeiträgen und anderen Spenden der in Deutschland lebenden Armenier gedeckt. Seit der Gründung der Diözese wächst die Zahl der Beitrag zahlenden Mitglieder kontinuierlich, so dass heute etwa 2200 Personen einen monatlichen Mitgliedsbeitrag errichten. Wenn sich auch der Zuwachs der Mitglieder in den letzten zwei bis drei Jahren verlangsamt hat, verzeichnet die Diözese immer noch eine positive Zahlenbilanz. Die eingenommenen Mitgliedsbeiträge und Spendengelder reichen jedoch nicht aus, um größere Projekte, die der armenischen Gemeinschaft in Deutschland zugutekommen sollen, anzugehen und zu verwirklichen. Aus finanziellen Gründen ist die Diözese nicht in der Lage, genügend hauptamtliche Priester einzustellen, so dass die 14 Kirchengemeinden nur von fünf Priestern seelsorgerisch betreut werden.

## Kirchen
Der Diözese der Armenischen Kirche in Deutschland stehen nur drei Kirchen zur ständigen Verfügung:
- in Köln die ehemalige katholische St. Christophoruskirche im Stadtteil Niehl. Hier befindet sich auch das Verwaltungszentrum der Diözese.
- In Göppingen steht der dort ansässigen armenischen Kirchengemeinde eine ehemalige evangelische Kirche zur Verfügung.
- Im Jahre 2006 erwarb die kleine Armenische Gemeinde Sachsen-Anhalt mit Sitz in Halle (Saale) die katholische Kirche im Stadtteil Ammendorf (in der Alfred-Reinhardt-Straße). Die Kirchengebäude und das nebenstehende kleine Gemeindehaus stehen der Gemeinde nach umfassender Sanierung seit 2010 zur Verfügung.

Die übrigen elf armenischen Kirchengemeinden genießen Gastrecht in einer örtlichen evangelischen oder katholischen Kirche und benutzten diese Kirchen einmal im Monat für ihre Gottesdienste. Obwohl in der letzten Zeit viele evangelische bzw. katholische Kirchen in Deutschland veräußert werden, erlaubt die Finanzlage der Diözese und der einzelnen Gemeinden es nicht, die angebotenen Kirchen und Gemeinderäumlichkeiten – wegen der damit verbundenen hohen finanziellen Last (Kaufpreis, Instandhaltung, Unterhaltung) – zu übernehmen.

## Statistik des kirchlichen Lebens
Im Jahr 2017 bzw. 2018 fanden in der Diözese und in ihren Gemeinden statt:
| Name                       | 2017 | 2018 |
| -------------------------- | ---- | ---- |
| Sonntägliche Hl. Messen    | 247  | 246  |
| Morgen- und Abendandachten | 52   | 65   |
| Ökumenische Gottesdienste  | 21   | 19   |
| Taufen                     | 105  | 116  |
| Trauungen                  | 59   | 47   |
| Bestattungen               | 75   | 97   |
| Seelenmessen               | 84   | 99   |